# Carbodiimide
| Carbodiimide |
| --- |
| Allgemeine Strukturformel der Halbacetale |
| Allgemeine Formel der Carbodiimide mit dem blau markierten zweibindigen Carbodiimid-Rest. Die Reste R1 und R2 sind Organyl-Reste (Alkylreste, Arylreste etc.), die gleich (R1= R2) oder verschieden (R1≠ R2) sein können. |

Carbodiimide sind in der Chemie eine Stoffgruppe organischer Verbindungen. 
Die Stammverbindung Carbodiimid (HN=C=NH) ist unter Normalbedingungen instabil, sie steht im tautomeren Gleichgewicht mit Cyanamid. Auch andere Carbodiimide kommen nicht natürlich vor, da sie mit Wasser spontan unter Bildung von Harnstoffen reagieren.
Bekannteste Vertreter der Carbodiimide sind die als Reagenzien zur Wasserabspaltung bei Synthesen genutzten Stoffe 
- Dicyclohexylcarbodiimid (DCC),

- Diisopropylcarbodiimid (DIC) und

- 1-Ethyl-3-(3-dimethylaminopropyl)carbodiimid (EDC).[2]

## Herstellung
Carbodiimide können unter anderem aus N,N′-disubstituierten Harnstoffen durch Abspaltung von Wasser mithilfe von Triphenylphosphan und Tetrachlormethan synthetisiert werden.
Die ersten Carbodiimide wurden 1852 von Hinterberger und Sinin synthetisiert. Später verwendete John C. Sheehan wasserlösliche Carbodiimide bei der Synthese von Penicillin.